# 馬湖 (加利福尼亞州)
馬湖（英語：Horse Lake）是位於美國加利福尼亞州拉森縣的一個非建制地區。該地的面積和人口皆未知。

## 地理
馬湖的座標為40°40′27″N 120°24′15″W / 40.67417°N 120.40417°W，而該地的平均海拔高度為1552米（即5092英尺）。